# Корте Бела (Ферара)
Корте Бела је насеље у Италији у округу Ферара, региону Емилија-Ромања.
Према процени из 2011. у насељу је живело 19 становника. Насеље се налази на надморској висини од -5 м.